# Obrazkowce
Obrazkowce (Arales Dumort.) – takson wyróżniany w niektórych systemach klasyfikacyjnych roślin okrytonasiennych. Rząd przeważnie trwałych roślin zielnych należący do roślin jednoliściennych, liczący ok. 2,5 tys. gatunków zamieszkujących głównie kraje tropikalne.

## Morfologia
Charakterystyczną cechą jest wytwarzanie kwiatostanów w formie kolby, na której osadzone są liczne, drobne kwiaty. Kolba jest umieszczona w liściastej pochwie.

## Systematyka
Pozycja taksonu w systemie APG III (2009) i APweb (2001...)
Takson nie został wyróżniony w randze rzędu lecz sprowadzony został do rangi rodziny obrazkowatych, stanowiącej klad bazalny rzędu żabieńcowców Alismatales.
Pozycja taksonu w systemie Reveala (1994-1999)
Rząd obrazkowców należy do gromady okrytonasiennych Magnoliophyta Cronquist, podgromada Magnoliophytina, klasa jednoliścienne Liliopsida Brongn., podklasa obrazkowe Aridae Takht., nadrząd obrazkopodobne Aranae Thorne ex Reveal. Należy do niego jedna tylko rodzina.
- rodzina: obrazkowate (Araceae Juss.)

Pozycja taksonu w systemie Cronquista (1981)
Rząd obrazkowców należy do gromady okrytonasienne, klasy jednoliścienne, podklasy Arecidae, nadrzędu obrazkopodobne. Należą do niego dwie rodziny:
- rodzina: obrazkowate (Araceae Juss.)
- rodzina: rzęsowate (Lemnaceae Bab.)